# Regionalwahl im Piemont 2010
Die Regionalwahl im Piemont 2010 fand am 28. und 29. März statt; der Regionalrat und der Präsident der Region wurden gleichzeitig gewählt.

## Wahlergebnis
| Kandidaten                                                  | Kandidaten          | Stimmen   | %    | Listen                              | Stimmen   | %    | Mandate |
| ----------------------------------------------------------- | ------------------- | --------- | ---- | ----------------------------------- | --------- | ---- | ------- |
|                                                             | Roberto Cotagewählt | 1.043.318 | 47,3 | Il Popolo della Libertà             | 474.431   | 25,0 | 13      |
| Lega Nord                                                   | Roberto Cotagewählt | 1.043.318 | 47,3 | 317.065                             | 16,7      | 9    |         |
| Verdi Verdi                                                 | Roberto Cotagewählt | 1.043.318 | 47,3 | 33.411                              | 1,8       | 1    |         |
| Partito Pensionati                                          | Roberto Cotagewählt | 1.043.318 | 47,3 | 27.797                              | 1,5       | 1    |         |
| La Destra                                                   | Roberto Cotagewählt | 1.043.318 | 47,3 | 12.581                              | 0,7       | –    |         |
| Al Centro con Scanderebech                                  | Roberto Cotagewählt | 1.043.318 | 47,3 | 12.154                              | 0,6       | –    |         |
| Alleanza di Centro - Democrazia Cristiana                   | Roberto Cotagewählt | 1.043.318 | 47,3 | 5.704                               | 0,3       | –    |         |
| Nuovo PSI                                                   | Roberto Cotagewählt | 1.043.318 | 47,3 | 3.947                               | 0,2       | –    |         |
| Consumatori                                                 | Roberto Cotagewählt | 1.043.318 | 47,3 | 2.826                               | 0,1       | –    |         |
| Mandate der Listengruppe                                    | Roberto Cotagewählt | 1.043.318 | 47,3 | –                                   | –         | 12   |         |
| ↳ Gesamt                                                    | Roberto Cotagewählt | 1.043.318 | 47,3 | 889.916                             | 47,0      | 36   |         |
|                                                             | Mercedes Bresso     | 1.033.946 | 46,9 | Partito Democratico                 | 439.663   | 23,2 | 12      |
| Italia dei Valori                                           | Mercedes Bresso     | 1.033.946 | 46,9 | 130.649                             | 6,9       | 3    |         |
| Unione di Centro                                            | Mercedes Bresso     | 1.033.946 | 46,9 | 74.412                              | 3,9       | 2    |         |
| Insieme per Bresso                                          | Mercedes Bresso     | 1.033.946 | 46,9 | 61.476                              | 3,2       | 1    |         |
| Moderati per Bresso                                         | Mercedes Bresso     | 1.033.946 | 46,9 | 58.010                              | 3,1       | 1    |         |
| Federazione della Sinistra                                  | Mercedes Bresso     | 1.033.946 | 46,9 | 50.191                              | 2,6       | 1    |         |
| Sinistra Ecologia Libertà                                   | Mercedes Bresso     | 1.033.946 | 46,9 | 27.198                              | 1,4       | 1    |         |
| Federazione dei Verdi - Civica                              | Mercedes Bresso     | 1.033.946 | 46,9 | 14.575                              | 0,8       | –    |         |
| Partito Socialista Italiano - Socialisti Uniti - PSI        | Mercedes Bresso     | 1.033.946 | 46,9 | 14.077                              | 0,7       | –    |         |
| Lista Bonino-Pannella                                       | Mercedes Bresso     | 1.033.946 | 46,9 | 13.572                              | 0,7       | –    |         |
| Pensionati e Invalidi per Bresso                            | Mercedes Bresso     | 1.033.946 | 46,9 | 12.564                              | 0,7       | –    |         |
| Piemontesì - Popolari - Region Autonoma                     | Mercedes Bresso     | 1.033.946 | 46,9 | 4.150                               | 0,2       | –    |         |
| Nicht gewählte Direktkandidat                               | Mercedes Bresso     | 1.033.946 | 46,9 | –                                   | –         | 1    |         |
| ↳ Gesamt                                                    | Mercedes Bresso     | 1.033.946 | 46,9 | 900.537                             | 47,5      | 22   |         |
|                                                             | Davide Bono         | 90.086    | 4,1  | Movimento 5 Stelle                  | 69.448    | 3,7  | 2       |
|                                                             | Renzo Rabellino     | 36.999    | 1,7  | Lista dei Grilli Parlanti - No Euro | 13.186    | 0,7  | –       |
| Lega Padana Piemont                                         | Renzo Rabellino     | 36.999    | 1,7  | 7.805                               | 0,4       | –    |         |
| Forza Toro                                                  | Renzo Rabellino     | 36.999    | 1,7  | 3.494                               | 0,2       | –    |         |
| Forza Nuova                                                 | Renzo Rabellino     | 36.999    | 1,7  | 2.151                               | 0,1       | –    |         |
| Fiamma Tricolore                                            | Renzo Rabellino     | 36.999    | 1,7  | 1.998                               | 0,1       | –    |         |
| Il Centro (UDEUR - Nuova Era Socialista - Lega Italia - DC) | Renzo Rabellino     | 36.999    | 1,7  | 1.670                               | 0,1       | –    |         |
| No Nucleare - No TAV                                        | Renzo Rabellino     | 36.999    | 1,7  | 1.556                               | 0,1       | –    |         |
| Alleanza per Torino - Nuova Libertà                         | Renzo Rabellino     | 36.999    | 1,7  | 1.237                               | 0,1       | –    |         |
| Giovani Under 30 - Ultima Speranza                          | Renzo Rabellino     | 36.999    | 1,7  | 1.073                               | 0,1       | –    |         |
| ↳ Gesamt                                                    | Renzo Rabellino     | 36.999    | 1,7  | 34.170                              | 1,8       | –    |         |
| Gesamt                                                      | Gesamt              | 2.204.349 | 100  |                                     | 1.894.049 | 100  | 60      |